# Popiersie Juliana Tuwima w Łodzi
Popiersie Juliana Tuwima – rzeźba plenerowa wykonana z brązu. 
Popiersie Juliana Tuwima znajduje się przed gmachem Związku Młodzieży Chrześcijańskiej Polska YMCA (w PRL Pałacem Młodzieży im. Juliana Tuwima). Autorami popiersia są Elwira i Jerzy Mazurczyk.